# Pachyseris gemmae
Pachyseris gemmae is een rifkoralensoort uit de familie van de Agariciidae. De wetenschappelijke naam van de soort is voor het eerst geldig gepubliceerd in 1955 door Nemenzo.